# Livre de la certitude
Cette page contient des caractères spéciaux ou non latins. S’ils s’affichent mal (▯, ?, etc.), consultez la page d’aide Unicode.

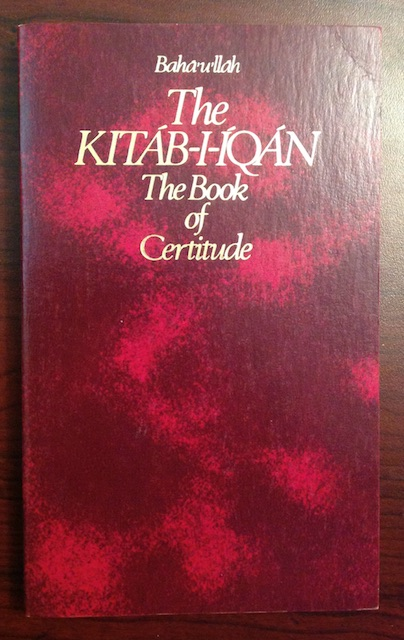
Couverture de l'édition américaine de 1983

Le Kitáb-i-Íqán ou Iqan (arabe : كتاب الإيقان, et persan : كتاب ايقان, Livre de la Certitude), qui fut traduit du persan en français vers 1904 par le premier baha'i français Hippolyte Dreyfus, est une des premières œuvres de Bahá'u'lláh (1817-1892), fondateur de la Foi bahá’íe, et son ouvrage théologique majeur, qui est parfois vu comme l'achèvement du Bayán. Il fut le premier livre baha'i publié quand il fut lithographié à Bombay en 1882. Shoghi Effendi le retraduisit en anglais en 1931 et le décrit en ces termes :
Au premier rang des trésors inestimables rejetés par les vagues de l'océan tumultueux de la révélation de Bahá'u'lláh se place le Kitáb-i-Iqán (Livre de la Certitude), révélé en l'espace de deux jours et deux nuits, dans les dernières années de cette période (1278 Ap.H.- 1862 Ap.J-C.). Ce livre fut écrit pour accomplir la prophétie du Bāb qui avait spécifié que le Promis compléterait le thème inachevé du Bayán persan, et pour répondre aux questions posées à Bahá'u'lláh par Ḥájí Mírzá Siyyid Muḥammad, un oncle maternel du Báb - non converti encore -, lors d'une visite faite à Karbilá avec son frère, Ḥájí Mirzá Ḥasan ‘Alí. Modèle de prose persane au style tout à fait original, châtié, vigoureux et remarquablement clair, aux arguments convaincants, sans pareil par son irrésistible éloquence, ce livre, traçant les lignes générales du grand plan de rédemption de Dieu, occupe une position sans égale dans l'ensemble de la littérature baha'ie, à l'exception du Kitāb-i Aqdas, le très saint Livre de Bahá'u'lláh. Révélé à la veille de la déclaration de sa mission, il offrait à l'humanité le "vin cacheté de choix" fleurant le "musc", brisait les "sceaux" du "livre", cité par Daniel, et dévoilait le sens des "paroles" qui devait demeurer "caché" jusqu'au "temps de la fin"
Ḥájí Mírzá Siyyid Muḥammad, grand-oncle maternel du Bāb, était perplexe quant à la revendication de son neveu d'être le Qá’im, l'imám Mihdí, dont le retour était annoncé dans les traditions et attendu par les musulmans avant le "Jour de la Résurrection et du Jugement". Comme il ne voulait pas prendre le risque de se comporter comme Abú-Jahl, l'oncle de Mahomet qui rejeta la révélation de son neveu, il demanda conseil à Bahá'u'lláh, qui avait déjà reçu la révélation de sa mission prophétique dans la prison du Síyáh-Chál mais ne l'avait pas encore rendue publique. Celui-ci lui répondit par cet ouvrage en persan de 200 pages, rédigé en 48 heures vers le 15 janvier 1861 et constitué de deux parties distinctes. 
La première traite de la progressivité de la révélation divine et des relations des religions entre elles, puisque chaque grande religion monothéiste reconnaît les précédentes et annonce la suivante, souvent en termes voilés. Puisque le destinataire de cette lettre est musulman, Bahá'u'lláh utilise des versets bibliques pour lui montrer comment un chrétien aurait pu interpréter les allégories de ses propres écrits saints pour reconnaître le prophète de l'islam Mahomet. Avec le même raisonnement, il montre comment un musulman pourrait à partir de ses propres écrits saints reconnaître l'imám Mihdí en la personne du Báb. 
La seconde partie plus vaste de ce livre prouve la mission du Báb par des preuves à la fois logiques et théologiques, et l'un de ses passages surnommée la "Tablette du Vrai Chercheur" est très connue et appréciée. Bien que rédigé dans un style symbolique mystique propre à l'islam chiite, ce livre présente parfois de violentes charges anticléricales, que ne renieraient pas les révolutionnaires et républicains français. Voici comment Shoghi Effendi résume cet ouvrage :

« En l'espace de deux cents pages, ce livre proclame sans équivoque l'existence et l'unité d'un Dieu personnel, inconnaissable, inaccessible, source de toutes les révélations, éternel, omniscient, omniprésent et tout-puissant ; il affirme la relativité de la vérité religieuse et la continuité de la révélation divine ; il soutient le principe de l'unité des prophètes, affirme l'universalité de leur message, la similitude de leurs enseignements fondamentaux, la sainteté de leurs écrits et le caractère double de leur nature ; il dénonce l'aveuglement et la perversité des théologiens et des docteurs de tous les âges, cite et dégage le sens des passages allégoriques du Nouveau Testament, des versets obscurs du Qur'án et des traditions secrètes de l'Islám, qui ont engendré des siècles de malentendus, de doutes et d'inimitiés, divisant et séparant les adeptes des principaux systèmes religieux du monde ; il énumère les conditions préalables que doit remplir tout véritable chercheur pour parvenir à l'objet de sa recherche ; il démontre la validité, le caractère sublime et la signification de la révélation du Báb, loue l'héroïsme et le détachement de ses disciples, prévoit et prophétise le triomphe mondial de la révélation promise au peuple du Bayán ; il confirme la pureté et l'innocence de la Vierge Marie, rend gloire aux imáms de la foi de Mahomet, célèbre le martyre et honore la souveraineté spirituelle de l'Imám Ḥusayn ; il dévoile la signification de termes symboliques tels que "retour", "résurrection", "Sceau des prophètes" et "jour du jugement" ; il laisse entrevoir les trois phases de la révélation divine et fait la distinction entre elles ; enfin, il s'étend en termes chaleureux sur les gloires et les merveilles de la "cité de Dieu", régénérée à intervalles déterminés par la dispensation de la Providence, dans le but de guider, de faire prospérer et de sauver toute l'humanité. On peut certes avancer que, de tous les livres révélés par l'auteur de la révélation bahá'ie ce livre seul, en abattant les barrières séculaires qui avaient séparé d'une manière si radicale les grandes religions du monde, a posé d'inattaquables et vastes fondements pour une réconciliation complète et permanente de leurs fidèles. »

— Shoghi Effendi, Dieu passe près de nous